# Erichsens Gård
Erichsens Gård er Rønnes bedst bevarede borgerhus og er del af Bornholms Museum.
Gården blev bygget i 1806 og udvidet i 1830'erne og 1840'erne. Henning Pedersen boede der 1816-37 og satte sit præg på den. Han tegnede Rønne Præstegård og det gamle Rådhus på Store Torv.
Gården fik navn efter dens nye ejer, kancelliråd Thomas Erichsen. I 1832 flyttede han til Bornholm, købte gården og giftede sig i 1838 med Michelle Westh. De fik tolv børn.
Et af dem – Vilhelmine Erichsen (1852-1935) kendt som Fru Belli – blev muse for Kristian Zahrtmann, som var en hyppig gæst i familiens hus, og for Holger Drachmann. Zahrtmann malede hende første gang, da hun var fjorten år gammel. I 1871 blev Vilhelmine gift med Drachmann i Gentofte kirke. Der findes mange minder om dem i huset.
Gården blev fredet i 1919, og den 15. februar 1950 solgte Elena Erichsen den til Bornholms Museum.
Der er en udstilling om familien Erichsen, Zahrtmann og Drachmann, om gården, haven og historien. Gæsterne oplever huset, som det var i anden halvdel af 1800-tallet.

## Galleri
- Erichsens Gård
- Stuerne
- Vilhelmine Erichsen og Holger Drachmann.
- Vilhelmine Erichsens familie. Thomas Erichsen og Michelle Wesths børn voksede op her.
- Vilhelmine Erichsen fjorten år gammel malet af Kristian Zahrtmann.
- Erichsens Gård - Gårdspladsen og bagsiden af huset.